# Disciphania sagittaria
Disciphania sagittaria är en tvåhjärtbladig växtart som beskrevs av Rupert Charles Barneby. Disciphania sagittaria ingår i släktet Disciphania och familjen Menispermaceae. Inga underarter finns listade i Catalogue of Life.